# Kōki Mizuno
Pour les articles homonymes, voir Mizuno (homonymie).
Kōki Mizuno (水野 晃樹, Mizuno Kōki), né le 6 septembre 1985 à Shimizu-ku, Shizuoka, est un footballeur japonais. C'est un milieu de terrain offensif droit qui joue actuellement à Sagan Tosu. C'est aussi le cousin de l'international japonais Keita Suzuki.